# Стейн, Грег

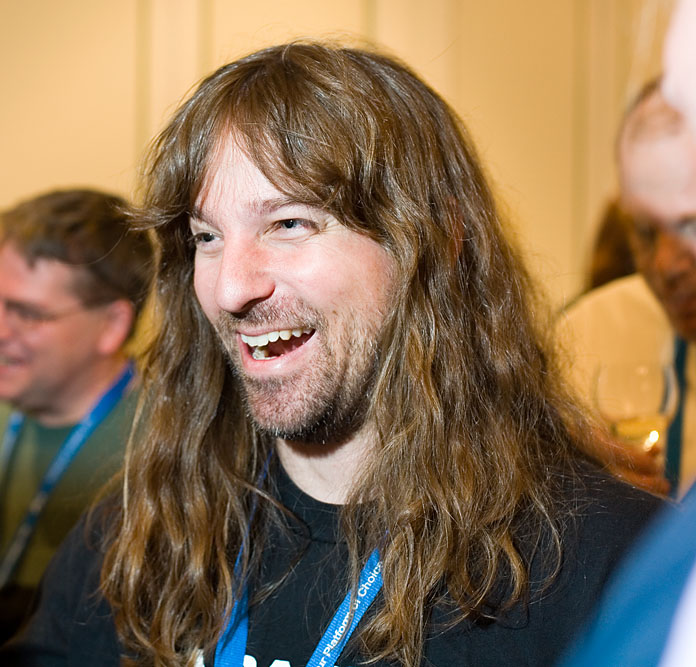
Грег Стейн в 2005 году на Европейской конвенции Open Source.

Грег Стейн (родился 16 марта 1967 в Портленде, штат Орегон, живёт в Остине, штат Техас, США) — американский программист, лектор, иногда архитектор стандартов и пропагандист программного обеспечения с открытым исходным кодом, часто выступающий на конференциях и в интервью по теме разработки и использования таких программ.
Грег закончил Бивертон Хай Скул в Орегоне, а затем университет Карнеги — Меллон в Питтсбурге, Пенсильвания, где защитил степень бакалавра.
Он является директором Apache Software Foundation, и был председателем этого фонда с 21 августа 2002 года по 20 июня 2007 года. Также Грег Стейн является членом Python Software Foundation, был директором там с 2001 по 2002 г., и сопровождающим языка программирования Python и библиотек (активный период с 1999 по 2002 год).
Грег Стейн был особенно активен в разработке систем управления версиями. В конце 1990-х и начале 2000-х, он участвовал в разработке спецификации WebDAV HTTP управления версиями, и является основным автором mod_dav, первой реализации WebDAV с открытым кодом. Он был одним из основателей проекта Subversion и в первую очередь отвечает за WebDav сетевого уровня в Subversion.
Стейн в последнее время работал в качестве технического руководителя в Google, где он помог компании запустить хостинг-платформу для программного обеспечения с открытым исходным кодом. Грег Стейн публично объявил о своем уходе из Google через свой блог 29 июля 2008 года. До Google, он работал в корпорации Oracle, eShop, Microsoft, CollabNet, и как независимый разработчик.
Стейн внес основной вклад в создание библиотеки Lima Mudlib, входящей в программное обеспечение сервера MUD. Его псевдоним в MUD-сообществе был «Deathblade».
В 2010 г. Грег стал лауреатом ежегодной премии O’Reilly Open Source Award
В 2014 г. вошел в консультативный совет платежной сети Stellar.